# Суффозия

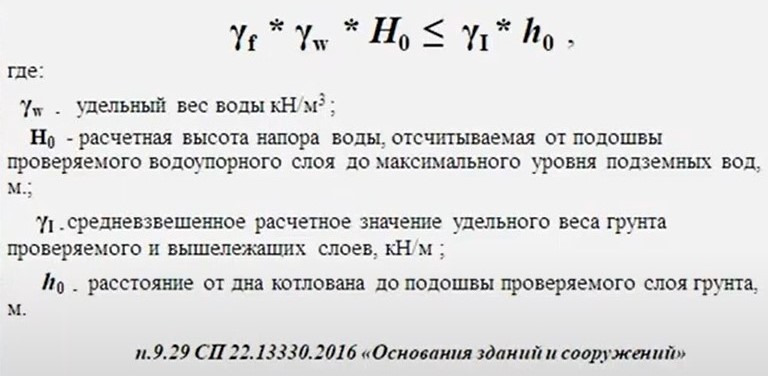
Суффозионные процессы регулируются в пп.9.27-9.31 СП 22.13330.2016. В частности, п. 9.29 СП 22.13330.2061 Основания зданий и сооружений, условие определяющие предотвращение гидропрорыва напорными подземными водами вышерасположенного водоупорного слоя грунта через дно котлована

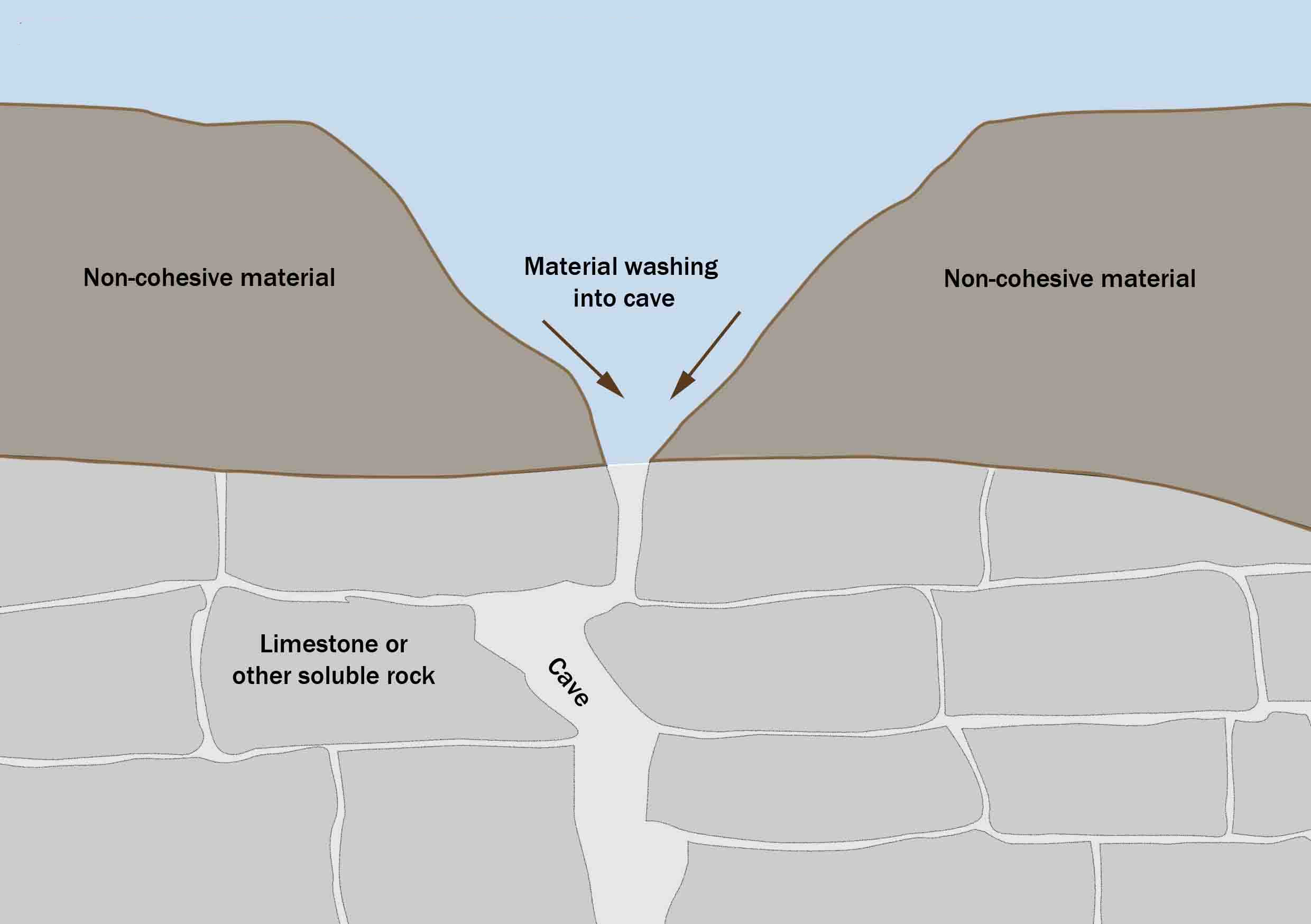

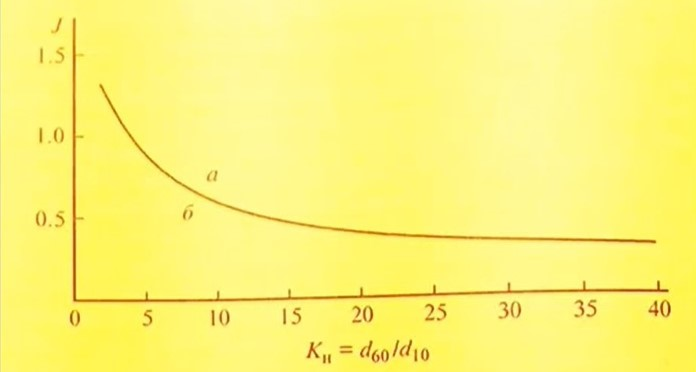
График зависимости градиента от Сс, по В. С. Истоминой. а — опасная зона; б — безопасная зона.

Суффозия (от лат. suffosio — подкапывание) — механический вынос частиц горных пород потоком подземных вод.
Суффозия приводит к проседанию вышележащей толщи и образованию суффозионных воронок, впадин диаметром до 10 и даже 100 метров. Другим следствием может быть изменение гранулометрического состава пород как подверженных суффозии, так и являющихся фильтром для вынесенного материала. Процесс встречается при разрыве колонн обсадных труб в скважинах.
Наиболее широкое развитие суффозия получает в области распространения лёссов и лёссовидных суглинков, под склонами долин рек, часто по ходам роющих животных. Одним из необходимых условий суффозии является наличие в породе как крупных частиц, образующих неподвижный каркас, так и вымывающихся мелких. Вынос начинается лишь с определенных значений напора воды, ниже которых происходит только фильтрация.
В карбонатных и гипсоносных песчано-глинистых отложениях и мергелях карст и суффозия могут проявляться одновременно. Это явление носит название глинистый карст или глинистый псевдокарст.

## Виды суффозии
- Механическая — вода при фильтрации отрывает и выносит целые частицы (глинистые, песчаные).
- Химическая — вода растворяет частицы породы (соли, гипс) и выносит продукты разрушения. Частным случаем химической суффозии является карст[2].
- Химико-физическая — смешанная (часто происходит в лёссе).

## Дополнительные источники
- Суффозия : [арх. 5 декабря 2022] // Большая российская энциклопедия [Электронный ресурс]. — 2017.